# Tron 2.0
Tron 2.0 es un videojuego de rol basado en los personajes, características e historia de la película Tron, de 1982, creado por Disney Interactive y lanzado al mercado en el 2003.
Jason Cottle le da la voz a Jethro "Jet" Bradley, hijo del programador de ENCOM Alan Bradley, Bruce Boxleitner la voz a Alan Bradley, Cindy Morgan la voz a la inteligencia artificial "Ma3a" y Rebecca Romijn la voz a Mercury.

## Historia
La trama de Tron 2.0 se centra en el hijo de Alan, Jethro "Jet" Bradley. Desde los eventos de Tron, ENCOM ha sido adquirida por una compañía llamada FCon (Future Control Industries). Durante una conversación telefónica entre Jet y su padre, Alan es secuestrado. Ma3a, una inteligencia artificial diseñada por Alan, digitaliza Jet en la computadora de Alan. Ella le informa a Jet que necesita que él la ayude contra J.D. Thorne, un ejecutivo de FCon que intentó digitalizarse en la computadora también, pero se corrompió durante el proceso y se convirtió en un virus que se propagaba por todo el sistema.
Al llegar, Jet es capturado por Kernel, el programa de seguridad del sistema, y es acusado de ser la fuente de la corrupción. Sin embargo, Kernel perdona a Jet por recomendación de Mercury, un programa también encargado de ayudar a Ma3a, y envía a Jet a la arena del ciclo de luz. Después de ganar varios partidos, Jet escapa de la arena con la ayuda de Mercury. Después de que los dos se reúnen con Ma3a, el servidor es reformateado debido a su corrupción desenfrenada, lo que resulta en la desaparición de Mercury. Jet escapa a la cuadrícula original de ENCOM con Ma3a y accede a un archivo con la ayuda de un programa anticuado, I-No, para recuperar el código fuente de "Tron Legacy", una actualización del TRON original que Alan escribió para proteger a Ma3a. Jet y Ma3a luego acceden a Internet y encuentran un compilador, que utilizan para comenzar a compilar el código fuente de Tron Legacy. Durante el proceso, Thorne los ataca y parece matar a Ma3a, mientras que Jet recibe una comunicación de Guest, el Usuario que había asignado a Mercury para ayudarlo. Al acceder a un enlace ascendente de video, Jet ve a su padre atrapado dentro de un armario de almacenamiento, quien sostiene un cartel que le dice que no compile el programa Legacy. Sin embargo, la compilación termina antes de que Jet pueda abortarla, y Legacy se activa, revelando que su única función es matar a todos los usuarios deshonestos en el mundo digital. Jet escapa en un ciclo de luz, y FCon inadvertidamente lo salva capturando Ma3a con un programa de búsqueda Seeker.
Habiendo recuperado los algoritmos de corrección necesarios para digitalizar a un humano, Alan es enviado al servidor corrupto de Thorne y ayuda a Kernel y sus ICPs (Intrusion Countermeasure Programs). Mientras tanto, Jet encuentra a Thorne en el corazón del servidor y se enfrenta a Kernel en un duelo que termina en la destrucción de Kernel antes de que pueda matar a Thorne. Thorne, en un momento de lucidez, le pide perdón a Jet y le dice cómo entrar en el servidor de FCon antes de que se disipe.
Alan y Jet irrumpen en el servidor de FCon, que la corporación planea usar para distribuir Datawraiths (hackers humanos digitalizados) a través de la red de información mundial con fines de espionaje corporativo e internacional. Después de que Alan y Jet bloquean el servidor, el CEO de FCon (que el juego implica que podría ser Ed Dillinger, el alto ejecutivo de ENCOM de la película original) ordena a Baza, Popoff y Crowne que entren en el sistema. Alan, queriendo verificar la pureza de los algoritmos de corrección, los elimina de Ma3a para inspeccionarlos. Como resultado, cuando los tres empleados de FCon se digitalizan, se convierten en una amalgama monstruosa que persigue a Jet en el haz digitalizador. Jet lucha contra la amalgama monstruosa y expulsa a los empleados fuera del rayo, liberando su código de la corrupción uno por uno. Cortando el control del CEO, Alan y Jet extraen y guardan el código heredado de Tron cuando los servidores de ENCOM se bloquean. El juego termina con Alan planeando volver a armar el equipo digitalizado de FCon y traerlos de vuelta al mundo real.

## Coincidencias con la película
A pesar de que el personaje principal es ficticio con respecto a los personajes de la película, el juego sigue las reglas indicadas en el filme, aparecen los programas con un ropaje similar, por no decir igual, al establecido en la película, se puede utilizar la moto de luz, los programas siguen teniendo su disco de datos el cual pueden usar como arma de ataque o defensa.

## Sobre el programa de juego
Al principio el juego fue muy criticado debido a que para su correcta funcionalidad se tenía que correr en computadoras que tuvieran el chipset gráfico de la NVIDIA GeForce Max, con al menos 1 GB de RAM. Sin embargo hoy en día la nueva versión se nota más gráfica y sencilla de controlar.

## Continuidad
El juego fue pensado como una secuela de la película original de 1982, sin embargo Joseph Kosinski, director de Tron Legacy, ha confirmado que todos los eventos sucedidos en el juego ocurren en una realidad alternativa. Aun así, existen elementos de Tron Legacy que fueron extraídos de Tron 2.0 tales como la desaparición de Flynn en 1989 o que el videojuego Tron fuera uno de los más vendidos en la historia.

## Plataformas
El juego está disponible en:
Windows
Xbox
Mac OS X

## Cronología del universo Tron
- Tron (1982)
- Tron 2.0
- Tron: The Ghost in the Machine
- Tron: Betrayal (1983/1989)
- Tron: Uprising (1989/1990)
- Tron: Evolution (2010)
- Tron Legacy (2010)